# La película Pokémon: Volcanion y la maravilla mecánica
Pokémon The Movie XY&Z Volcanion to Karakuri no Magearna (ポケモン・ザ・ムービーXY&Z ボルケニオンと機巧のマギアナ Pokemon Za Mūbī XY&Z borukenion to karakuri no magiana?, Pokémon la Película XY&Z: Volcanion y la mecánica Magearna) conocida en Estados Unidos como Volcanion and the Mechanical Marvel, es la decimonovena película de Pokémon y la tercera de la serie XY, así como la primera de la temporada XY&Z. Se estrenó el 16 de julio en los cines de Japón.
La película cuenta con el debut de dos nuevos Pokémon, Volcanion y Magearna.

## Sinopsis
Ash encuentra al Pokémon singular Volcanion cuando este cae del cielo, y una misteriosa fuerza los obliga a permanecer unidos. Volcanion intenta huir, pero se ve obligado a llevar a Ash consigo en su misión. Los dos llegan a una ciudad de ruedas y engranajes donde un dirigente corrupto ha robado la invención definitiva: el Pokémon Artificial Magearna, creado 500 años atrás. ¡Y su intención no es otra que usar el misterioso poder de Magearna para hacerse con el control de ese reino mecánico! ¿Podrán Ash y Volcanion trabajar en equipo para rescatar a Magearna?

## Personajes
Ash Ketchum (サトシ  Satoshi?)
 Seiyū: Rica Matsumoto
Serena (セレナ Serena?)
 Seiyū: Mayuki Makiguchi
Clemont/Lem (シトロン Shitoron?, Citron)
 Seiyū: Yūki Kaji
Bonnie/Clem (ユリーカ Yurīka?, Eureka)
 Seiyū: Mariya Ise
Korrina/Corelia (コルニ Koruni?, Corni)
Alain (アラン Aran?, Alan)
Jessie (ムサシ  Musashi?)
 Seiyū: Megumi Hayashibara
James (コジロウ  Kojirō?)
 Seiyū: Shinichiro Miki
Jarvis (ジャービス Jaruvisu?)
 Seiyū: Koichi Yamadera
Kimia (キミア Kimia?)
 Seiyū: Mayu Matsuoka
Racel (ラケル Raceru?)
 Seiyū: Shoko Nakagawa
Eliphas (エリファス  Erifasu?)
 Seiyū: Tomomichi Nishimura
Doga (ドーガ Doga?)
 Seiyū: Yasuyuki Kase
Isa (イーサ Isa?)
 Seiyū: Kanako Tojo

## Recepción
Volcanion and the Mechanical Marvel recibió críticas mixtas a positivas por parte de la audiencia y los fanes. En la página web IMDb tiene una calificación de 6.3, basada en más de 300 votos. En la página MyAnimeList tiene una calificación de 7.1, basada en más de 2409 votos.